# Седа (река)
Се́да (устар. Седде; латыш. Seda) — река в Латвии. Течёт по территории Руйиенского, Буртниекского, Валкского, Стренчского, Наукшенского краёв. Приток озера Буртниекс.
Длина реки составляет 62 км (по другим данным — 58 км). Площадь водосборного бассейна равняется 542,5 км² (по другим данным — 575 км²). Объём годового стока — 0,15 км³. Уклон — ≈ 0,14 м/км, падение — ≈ 8,5 м.
Седа впадает в северо-западную половину озера Буртниекс с северо-восточной стороны на высоте 39 м над уровнем моря.
Притоки: Риканда, Гаспажа, Шунупе, Пургайле, Эргльупите, Дильупе, Ошупите, Баложупе, Булльупе, Ажупите, Викьупите.